# Liste des phares du New Jersey

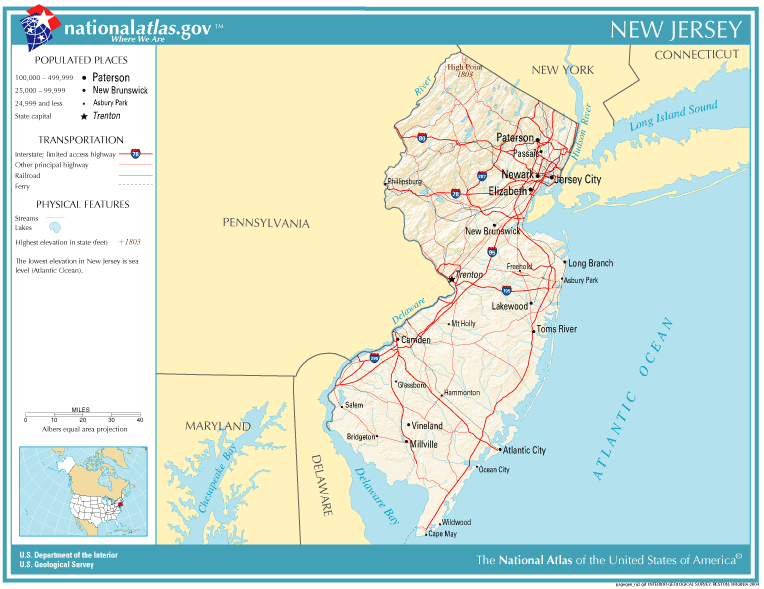
Carte du New Jersey

La liste des phares du New Jersey dresse la liste des phares de l'État américain du New Jersey répertoriés par la United States Coast Guard. 
Les aides à la navigation au New Jersey sont gérées par le cinquième district de l' United States Coast Guard , mais la propriété (et parfois l’exploitation) de phares historiques a été transférée aux autorités et aux organisations de préservation locales.
Leur préservation est assurée par le National Park Service ou par des propriétaires privés et sont répertoriés au Registre national des lieux historiques (*).

## Baie de la Delaware

### Comté de Gloucester

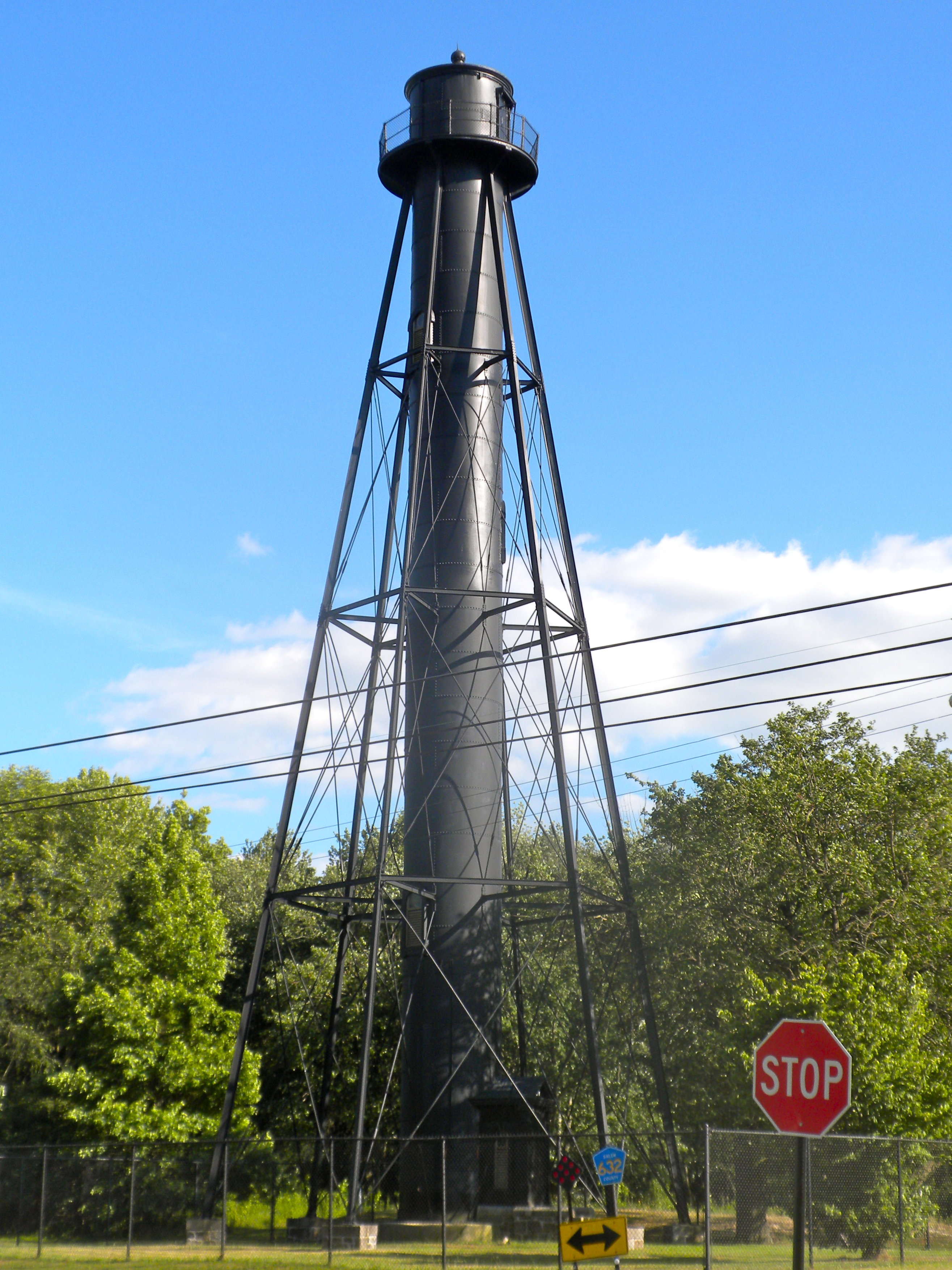
Finn's Point

- Phare arrière de Tinicum Island *
- Phare avant de Tinicum Island

### Comté de Salem
- Phare arrière de Finns Point *

### Comté de Cumberland
- Phare de Ship John Shoal *

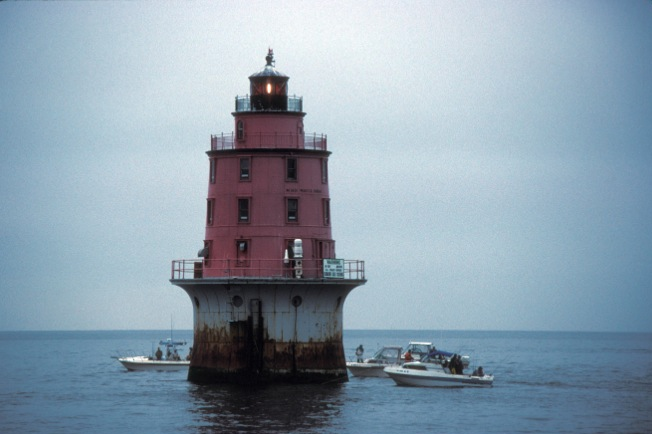
Miah Maull Shoal

- Phare de Elbow of Cross Ledge (Détruit)
- Phare de Cross Ledge
- Phare de Miah Maull Shoal *
- Phare de East Point *

### Comté de Cape May
- Phare de Brandywyne Shoal *

## Océan Atlantique

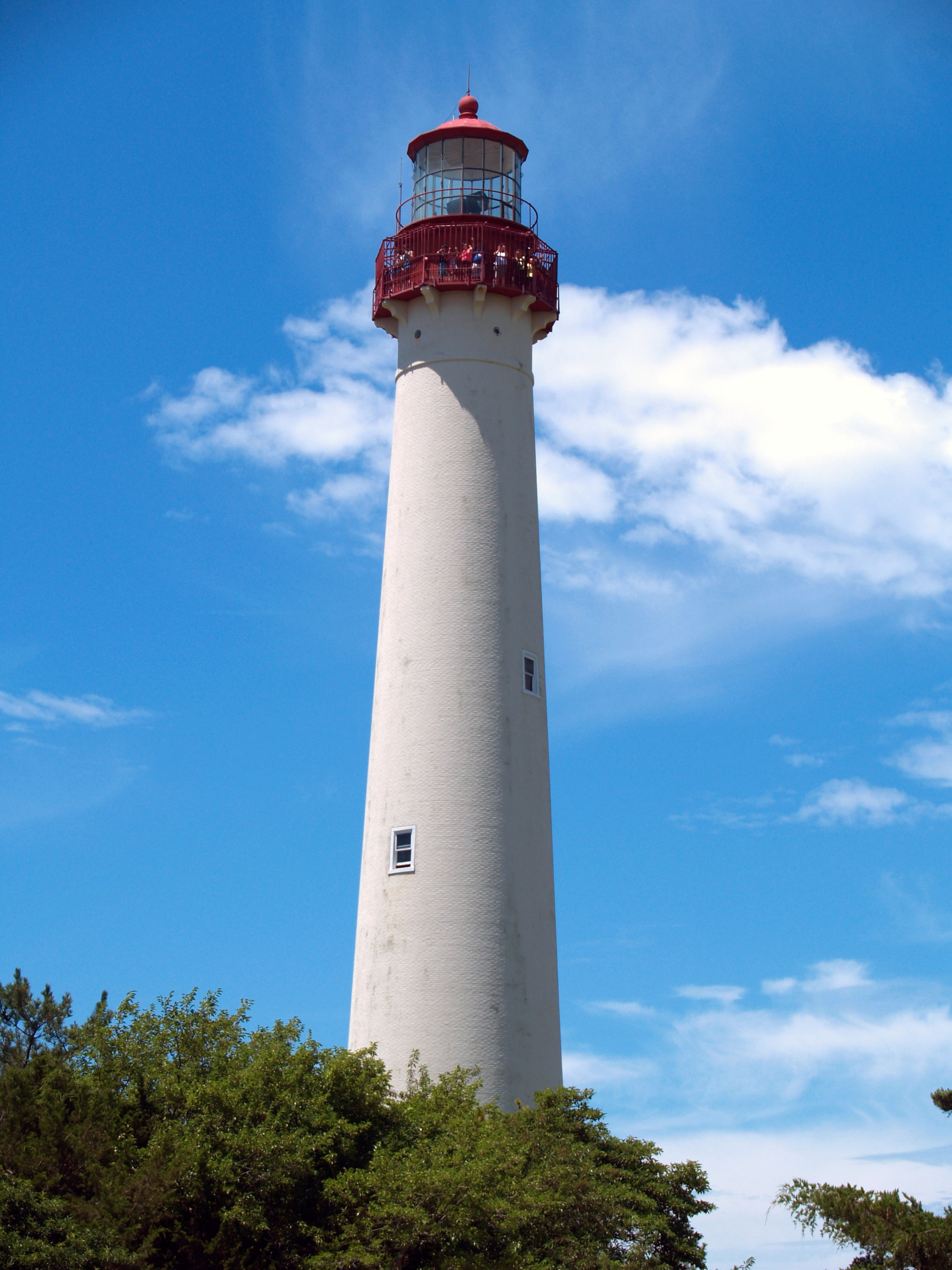
Cap May

### Comté de Cape May
- Phare de Cape May *
- Phare de Hereford Inlet *
- Phare de Ludlam's Beach (Démoli)

### Comté d'Atlantic
- Phare d'Absecon *

### Comté d'Ocean
- Phare de Tucker's Beach (Réplique)
- Phare de Barnegat *

### Comté de Monmouth

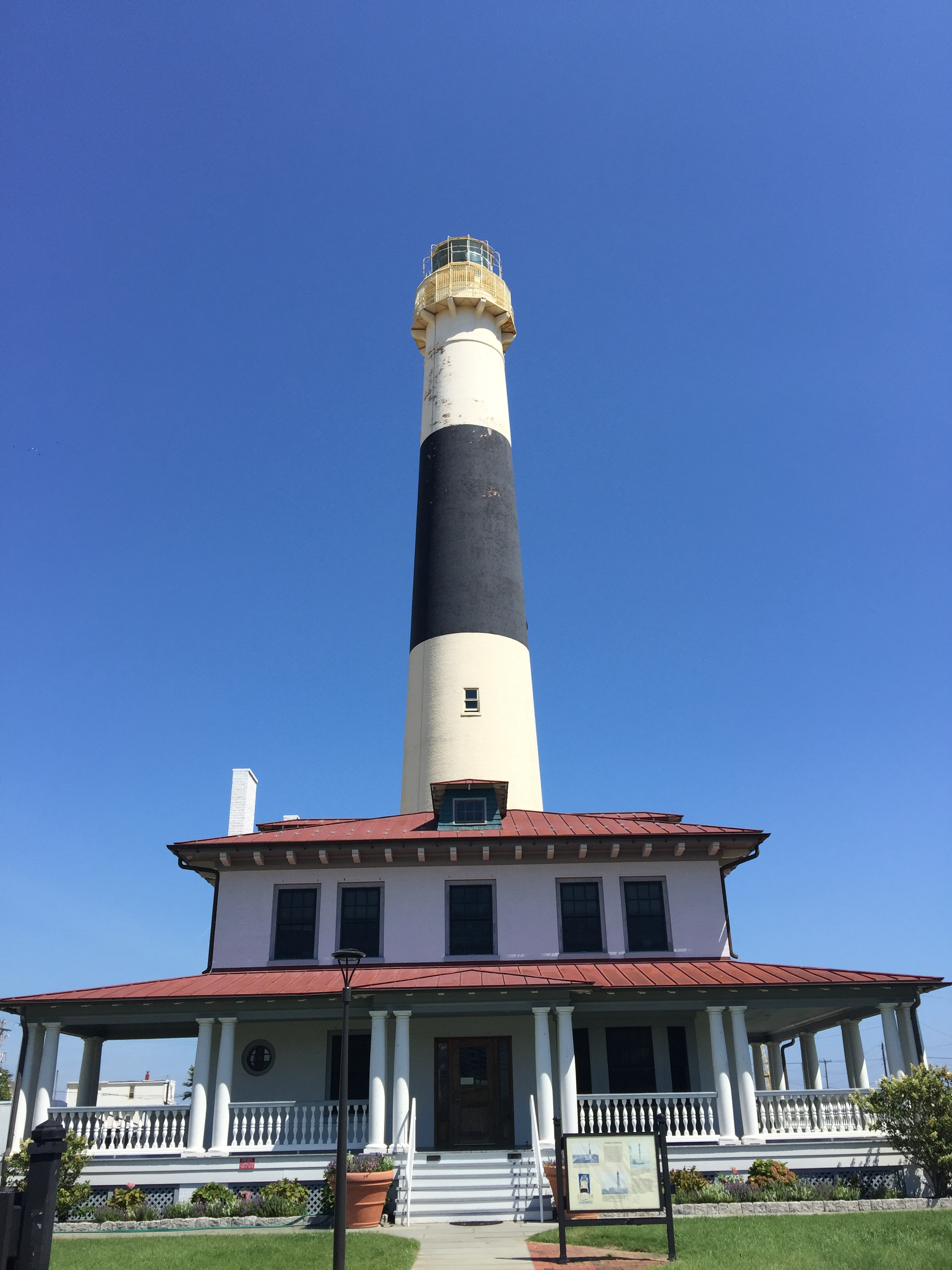
Absecon

- Phare de Sea Girt (Inactif)
- Phare nord de Navesink *
- Phare sud de Navesink * (Inactif)
- Phare de Sandy Hook *
- Phare de Romer Shoal *
- Conover Beacon (en)

### Comté de Middlesex
- Phare de Great Beds *

### Comté de Hudson
- Phare de Robbins Reef *